# Boloria eupales
Boloria eupales är en fjärilsart som beskrevs av Hans Fruhstorfer 1903. Boloria eupales ingår i släktet Boloria och familjen praktfjärilar. Inga underarter finns listade i Catalogue of Life.